# 末日侵袭 (2008年电影)
是一部2008年英國和美國合拍的科幻動作片，由尼爾·馬歇爾執導和編劇。故事敘述在苏格兰爆發了致命的病毒，使得該地遭到隔離。當在倫敦發現病毒時，政治領導人派出一支由艾汀·辛克萊（蘿娜·米莎 飾演）領導的小組到蘇格蘭尋找可能的治療方法；她的團隊分為兩種類型的倖存者，分別為掠奪者和中世紀騎士。
馬歇爾在製作電影時，他從各種電影中吸取靈感，其中包括《迷霧追魂手》（1979年）。本片於2008年3月14日在美國上映，而英國則於2008年5月9日上映。《決戰末世代》上映後，其獲得票房並不佳，且評價也褒貶不一。

## 劇情
在2008年，未知的致命病毒，绰号“死神病毒”，感染了苏格兰，把人变成野蛮的动物並杀死他們。英国政府无法隔离病毒，因为他们既没有治疗方案也没有疫苗。在这种情况下，他们决定在与苏格兰的边境上建立一个60英尺的隔离墙，把蘇格蘭從英国其它地区隔离起来，并且还摧毁了码头、机场和桥梁，防止病毒扩散。在特种空勤团（SAS）队伍撤离最后一批健康的幸存者之時，一个苏格兰女人乞求一个士兵拯救她的女儿，暴乱使她受傷並失去右眼。一名士兵牺牲他在直升机裡的仓位来拯救女孩，士兵和她的母亲最终都留在了隔离区。

## 外部連結
- 官方网站
- 互联网电影数据库（IMDb）上《Doomsday》的资料（英文）
- AllMovie上《Doomsday》的资料（英文）
- TCM电影资料库上《Doomsday》的资料（英文）
- 爛番茄上《Doomsday》的資料（英文）
- Metacritic上《Doomsday》的資料（英文）
- Box Office Mojo上《Doomsday》的資料（英文）